# Ye Xin
Avís: Ye Xin és també un pintor i cal·lígraf contemporani nascut el 1953.
Ye Xin (en xinès simplificat: 叶欣; en xinès tradicional: 葉欣; en pinyin:Yè Xīn), conegut també com a Rongmu, va viure sota la dinastia Qing. No es coneixen les dates exactes del seu naixement ni de la seva mort però se sap que va ser actiu entre els anys 1640 (aproximadament) i el 1673 (Font: Metropolitan Museum de Nova York). Era originari de Huating, província de Jiangsu. Va residir a Nanjing.
Va ser fonamentalment un pintor paisatgista. Va ser un d'Els Vuit Mestres de Nanjing, col·lectiu també conegut com els “Vuit Mestres de Jinling". El Metropolitan Museum va realitzar una exposició dedicada a aquesta escola de Nanjing.